# 向阳街道 (宣城市)
向阳镇，是中华人民共和国安徽省宣城市宣州区下辖的一个乡镇级行政单位。

## 行政区划
向阳镇下辖以下地区：
鲁溪村、向阳村、杨村、河北村、双河村、夏渡村、板桥村和桐梓岗村。